# 241e division d'infanterie (Empire allemand)
Pour les articles homonymes, voir 241e division.
Le 241e division d'infanterie (11e division d'infanterie royale saxonne) est une grande unité de l'armée saxonne pendant la Première Guerre mondiale.

## Histoire
La division est rassemblée le 16 janvier 1917 à Dresde et engagée sur le front de l'Est. Après l'armistice, elle est retirée et transférée sur le front de l'Ouest. Elle y resta jusqu'à la fin de la guerre. Elle est ensuite rentrée en Allemagne, où elle est démobilisée et finalement dissoute en janvier 1919. Le seul commandant de l'unité est le major général/lieutenant général saxon August Fortmüller.

### Calendrier des batailles

#### 1917
- 1er mars au 11 avril 1917 - Réserve de l'OHL
- 11 avril au 10 juin - combats de position entre Krewo-Smorgon-Naratsch-Tweretsch
- 10 au 24 juin - Réserve de l'Oberost
- 24 au 28 juin - Combats sur la Narajowka, entre la Narajowka et la Zlota Lipa et sur la Ceniowka.
- 29 juin au 3 juillet - Défense contre l'Offensive Kerenski
  - 29 juin au 3 juillet - bataille de Brzezany (éléments de la division)
  - 29 juin au 3 juillet - bataille de Koniuchy (éléments de la division)
- 4 au 20 juillet - combats de position sur la Narajowka, entre la Narajowka et la Zlota-Lipa et sur la Ceniowka.
- 21 au 30 juillet - combats de poursuite en Galicie orientale
  - 29-30 juillet - Turlycze-Ivankow
- 31 juillet au 2 août - combats autour de la Zbrucz et entre la Zbrucz et la Sereth
- 3 août au 7 décembre - combats de position entre le Dniestr et le Zbrucz
- 8 au 17 décembre - cessez-le-feu
- à partir du 17 décembre - armistice

#### 1918
- jusqu'au 18 février - armistice
- 19 février au 5 mars - transport vers l'ouest
- 5 au 16 mars - Réserve de la 1re armée
- 17 au 20 mars - Réserve de la 7e armée
- 21 mars au 6 avril - Grande bataille en France
  - 0 6 avril - Assaut sur les hauteurs d'Amigny, traversée de l'Oise à Chauny
- 8-9 avril - Assaut sur Coucy le Château et poursuite jusqu'au canal Oise-Aisne
- 10 avril au 26 mai - Batailles de tranchées au nord de l'Ailette
- 27 mai au 13 juin - Bataille de Soissons et Reims
  - 25 mai au 1er juin - Batailles de poursuite entre Oise et Aisne
  - 30 mai au 13 juin - Combats d'assaut à l'ouest et au sud-ouest de Soissons
- 14 juin au 4 juillet - Batailles de tranchées à l'ouest de l'Oise, de l'Aisne et de la Marne
- 5-17 juillet - Batailles de tranchées à l'ouest de Soissons
- 18 au 25 juillet - Bataille défensive entre Soissons et Reims
- 26 juillet au 3 août - Bataille défensive mobile entre Marne et Vesle
- 4 au 16 août - Combats de tranchées entre l'Oise et l'Aisne
- 17 au 22 août - bataille défensive entre l'Oise et l'Aisne
- 23 août au 3 septembre - Bataille défensive entre la Somme et l'Oise
  - 29 août au 3 septembre - Bataille dans les montagnes boisées à l'est de Noyon
- 4 au 18 septembre - Batailles devant le front Siegfried
- 19 au 30 septembre - Combats sur le front Siegfried
- 1er au 8 octobre - Bataille défensive entre Cambrai et Saint-Quentin
- 9 au 19 octobre - Batailles avant et dans la position Hermann
- 21 octobre au 4 Novembre - Combats de tranchées dans la plaine de la Woëvre
- 4 au 11 novembre - Batailles défensives en Champagne et sur la Meuse
  - 0 4 au 11 novembre - Combats défensifs entre Meuse et Beaumont
- à partir du 12 Novembre - Marche de retour à travers la Lorraine, la province de Rhénanie et le Palatinat pendant l'Armistice

#### 1919
- jusqu'au 4 janvier - marche de retour à travers la Lorraine, la province de Rhénanie et le Palatinat pendant l'armistice

## Organisation

### Organisation le 27 février 1918
- 246e brigade d'infanterie
  - 472e régiment d'infanterie
  - 473e régiment d'infanterie
  - 474e régiment d'infanterie
  - 2e escadron du 18e régiment de hussards
- 241e commandant d'artillerie
  - 48e régiment d'artillerie de campagne
- 241e bataillon du génie
- 241e commandant divisionnaire du renseignement